# 6193 Manabe
6193 Manabe è un asteroide della fascia principale. Scoperto nel 1990, presenta un'orbita caratterizzata da un semiasse maggiore pari a 2,3983279 UA e da un'eccentricità di 0,2171829, inclinata di 8,56814° rispetto all'eclittica.